# Інкерманська сотня
Інкерманська сотня — кадастрова одиниця сотня, розташована на півночі Аделаїдських рівнин у Південній Австралії та обмежена на півночі річкою Вейкфілд. Це одна з восьми сотень округу Ґолер. Свою назву отримала у 1856 році від губернатора Річарда МакДоннела в честь Інкерманської битви Кримської війни.
У межах (або значною мірою в межах) Інкерманської сотні розташовані такі населені пункти та містечка Вейкфілдської ради:
- Рівнини дикого коня (північна половина)
- Інкерман
- Каллора (західна половина)
- Пруф-Рендж
- Порт-Вейкфілд
- Бовменс (південна половина)

## Місцевий уряд
28 листопада 1878 року було створено окружну раду Порт-Вейкфілда, яка об'єднала всю Інкерманську сотню, а також західні дві третини Гойдерської сотні і невелику прибережну частину Клінтонської сотні поблизу Порт-Вейкфілда.
1983 року рада Порт-Вейкфілду об'єдналася з радами Балаклави та Овена, передавши сотню під місцеве управління Окружної ради Вейкфілд-Плейнс. У 1997 році відбулося об'єднання рад Вейкфілд-Плейнс і Бліт-Сноутаун, в результаті чого сотня увійшла до значно більшої Регіональної ради Вейкфілду як частина її Центрального округу.